# Luís Santos
Luís Manuel Coutinho Pereira dos Santos (Lisboa, 30 de junho de 1955) é um Mestre Internacional de Xadrez português. Venceu o Campeonato Português de Xadrez em 1978, 1979 e 1982.
Em 1980 jogou contra o Mestre Internacional de Xadrez Francisco Trois, em Vigo, em Espanha, cujo adversário levou duas horas e vinte minutos, considerando dois possíveis movimentos do cavalo para o seu sétimo movimento. O sítio Chess.com registou o movimento como um dos mais lentos de sempre.
Luís ganhou o título de Mestre Internacional (MI) em 1986 e o de Grande Mestre Internacional de Xadrez por Correspondência (ICCGM) em 1990.